# 吉本特別興行
吉本特別興行（よしもととくべつこうぎょう）は、讀賣テレビ放送（ytv）と吉本興業が共同製作で、土・日曜不定期を放送する特別番組である。
但し、日曜の放送分は1999年3月までは午後1時から『スーパーJOCKEY』(日本テレビ制作)が存在する関係上午後2時また午後3時半のいずれかの放送だったが、同年4月から午後1時半また午後3時からの放送に変更となった。

## 主な企画

### 寛平のアヘアへ紀行
寛平が我々、所属事務所にて友人たちと電話してアポなし敢行を交渉する。

#### 出演者
- 間寛平
- 村上ショージ
- トミーズ健

### 三枝・きん枝・小枝 桂三兄弟が行く!

#### 出演者
- 桂三枝（現・六代桂文枝）
- 桂きん枝
- 桂小枝

### 出演者
- 西川きよし

## スタッフ
- ナレーション : 三浦隆志（ytvアナウンサー）
- 構成 : 儀賀保秀
- 技術協力 : 映像企画、日本ワーカーズ、p.p.エッグ、サウンドエフェクト
- 制作協力 : 吉本興業、ワイズビジョン
- 制作著作 : ytv